# Короткая ладонная мышца
Короткая ладонная мышца (лат. Musculus palmaris brevis) — мышца кисти.
Представляет собой тонкую пластинку с параллельно идущими мышечными пучками. Начинается от внутреннего края ладонного апоневроза и удерживателя сгибателей. Вплетается в кожу возвышения мизинца.

## Функция
Натягивает ладонный апоневроз, образуя при этом ряд складок на коже возвышения мизинца.